# Gratz (Pennsilvània)
Gratz és una població dels Estats Units a l'estat de Pennsilvània. Segons el cens del 2000 tenia 676 habitants.

## Demografia
Segons el cens del 2000, Gratz tenia 676 habitants, 301 habitatges, i 194 famílies. La densitat de població era de 87 habitants per quilòmetre quadrat.
Dels 301 habitatges en un 22,9% hi vivien nens de menys de 18 anys, en un 56,5% hi vivien parelles casades, en un 4,7% dones solteres, i en un 35,5% no eren unitats familiars. En el 31,6% dels habitatges hi vivien persones soles el 18,6% de les quals corresponia a persones de 65 anys o més que vivien soles. El nombre mitjà de persones vivint en cada habitatge era de 2,25 i el nombre mitjà de persones que vivien en cada família era de 2,81.
Per edats la població es repartia de la següent manera: un 19,1% tenia menys de 18 anys, un 10,5% entre 18 i 24, un 23,8% entre 25 i 44, un 24,7% de 45 a 60 i un 21,9% 65 anys o més.
L'edat mediana era de 42 anys. Per cada 100 dones de 18 o més anys hi havia 96,1 homes.
La renda mediana per habitatge era de 32.917 $ i la renda mediana per família de 46.063 $. Els homes tenien una renda mediana de 31.429 $ mentre que les dones 21.500 $. La renda per capita de la població era de 16.837 $. Entorn del 8,6% de les famílies i el 14,3% de la població estaven per davall del llindar de pobresa.

## Poblacions més properes
El següent diagrama mostra les poblacions més properes.